# Bahrain Victorious/2022
Deze pagina geeft een overzicht van de UCI World Tour-wielerploeg Bahrain Victorious in 2022.

## Algemeen
Algemeen manager: Milan Eržen
Teammanagers: Gorazd Štangelj
Ploegleiders: Artiz Arberas, Paolo Artuso, Xavier Florencio, Timothy Kennaugh, Roman Kreuziger, Vladimir Miholjević, Franco Pellizotti, Enrico Poitschke, Neil Stephens, Alberto Volpi
Fietsen: Merida
Banden: Continental AG

## Renners
| Naam                  | Geboortedatum | Nationaliteit       | Ploeg 2021             |
| --------------------- | ------------- | ------------------- | ---------------------- |
| Yukiya Arashiro       | 22-09-1984    | Japan               |                        |
| Phil Bauhaus          | 08-06-1994    | Duitsland           |                        |
| Peio Bilbao           | 25-02-1990    | Spanje              |                        |
| Santiago Buitrago     | 26-09-1999    | Colombia            |                        |
| Damiano Caruso        | 12-10-1987    | Italië              |                        |
| Sonny Colbrelli       | 17-05-1990    | Italië              |                        |
| Feng Chun-kai         | 02-11-1988    | Taiwan              |                        |
| Matevž Govekar**      | 17-04-2000    | Slovenië            | Tirol KTM Cycling Team |
| Kamil Gradek          | 17-09-1990    | Polen               | Vini Zabù-KTM          |
| Jack Haig             | 06-09-1993    | Australië           |                        |
| Heinrich Haussler     | 25-02-1984    | Australië           |                        |
| Mikel Landa           | 13-12-1989    | Spanje              |                        |
| Filip Maciejuk        | 03-09-1999    | Polen               | Leopard Pro Cycling    |
| Ahmed Madan           | 25-08-2000    | Bahrein             |                        |
| Gino Mäder            | 04-01-1997    | Zwitserland         |                        |
| Jonathan Milan        | 01-10-2000    | Italië              |                        |
| Matej Mohorič         | 19-10-1994    | Slovenië            |                        |
| Domen Novak           | 12-07-1995    | Slovenië            |                        |
| Alejandro Osorio*     | 28-05-1998    | Colombia            | Caja Rural-Seguros RGA |
| Hermann Pernsteiner   | 07-08-1990    | Oostenrijk          |                        |
| Wout Poels            | 01-10-1987    | Nederland           |                        |
| Johan Price-Pejtersen | 26-05-1999    | Denemarken          | Uno-X Pro Cycling Team |
| Luis León Sánchez     | 24-11-1983    | Spanje              | Astana Qazaqstan       |
| Jasha Sütterlin       | 04-11-1992    | Duitsland           | Team DSM               |
| Dylan Teuns***        | 01-03-1992    | België              |                        |
| Jan Tratnik           | 23-02-1990    | Slovenië            |                        |
| Stephen Williams      | 09-06-1996    | Verenigd Koninkrijk |                        |
| Alfred Wright         | 13-06-1999    | Verenigd Koninkrijk |                        |
| Edoardo Zambanini     | 21-04-2001    | Italië              | Zalf Euromobil Fior    |

* tot 6 april
** vanaf 1 juni
*** Tot 4 augustus

### Stagiairs
Per 1 augustus 2022
| Naam            | Geboortedatum | Nationaliteit | Vorige ploeg            |
| --------------- | ------------- | ------------- | ----------------------- |
| Fran Miholjević | 02-08-2002    | Kroatië       | Cycling Team Friuli ASD |

### Vertrokken
| Renner         | Geboortedatum | Nationaliteit       | Ploeg 2022          |
| -------------- | ------------- | ------------------- | ------------------- |
| Eros Capecchi  | 13-06-1986    | Italië              | Gestopt             |
| Scott Davies   | 05-08-1995    | Verenigd Koninkrijk | Gestopt             |
| Marco Haller   | 01-04-1991    | Oostenrijk          | BORA-hansgrohe      |
| Kevin Inkelaar | 08-07-1997    | Nederland           | Leopard Pro Cycling |
| Mark Padoen    | 06-07-1996    | Oekraïne            | EF Education-Nippo  |
| Marcel Sieberg | 30-04-1982    | Duitsland           | Gestopt             |
| Rafael Valls   | 25-06-1987    | Spanje              | Gestopt             |

## Overwinningen
| Nationale kampioenschappen wielrennen Japan - wegrit: Yukiya Arashiro Slovenië- tijdrit: Jan Tratnik Ronde van Saoedi-Arabië 2e etappe: Santiago Buitrago Ruta del Sol 4e etappe: Wout Poels Eindklassement: Wout Poels Tirreno-Adriatico 7e etappe: Phil Bauhaus Ploegenklassement: *1) Milaan-San Remo Matej Mohorič Ronde van Catalonië Ploegenklassement: *2) | Ronde van het Baskenland 3e etappe: Peio Bilbao Ronde van Sicilië 2e etappe: Damiano Caruso* 4e etappe: Damiano Caruso* Eindklassement: Damiano Caruso* Ronde van de Alpen 2e etappe: Peio Bilbao Waalse Pijl Dylan Teuns Ronde van Romandië 1e etappe: Dylan Teuns Ronde van Italië 17e etappe: Santiago Buitrago Ploegenklassement: *3) | Ronde van Zwitserland 1e etappe: Stephen Williams Ronde van Burgos 1e etappe: Santiago Buitrago 4e etappe: Matevž Govekar Ronde van Polen 5e etappe: Phil Bauhaus Ronde van Duitsland 4e etappe: Peio Bilbao Puntenklassement: Peio Bilbao CRO Race 1e etappe: Jonathan Milan 2e etappe: Jonathan Milan Eindklassement: Matej Mohorič Puntenklassement: Jonathan Milan |

* als lid van het Italiaanse team
*1) Ploeg Tirreno-Adriatico: Bauhaus, Bilbao, Caruso, Haussler, Landa, Sütterlin, Tratnik
*2) Ploeg Ronde van Catalonië: Bauhaus, Buitrago, Colbrelli, Haig, Pernsteiner, Poels, Teuns
*3) Ploeg Ronde van Italië: Bauhaus, Bilbao, Buitrago, Landa, Novak, Poels, Sütterlin, Tratnik
2017 · 2018 · 2019 · 2020 · 2021 · 2022 · 2023 · 2024 · 2025
AG2R-Citroën · Astana Qazaqstan · Bahrain Victorious · BORA-hansgrohe · Cofidis · EF Education-EasyPost · Groupama-FDJ · INEOS Grenadiers · Intermarché-Wanty-Gobert Matériaux · Israel-Premier Tech · Lotto Soudal · Movistar Team · Quick Step-Alpha Vinyl · Team BikeExchange Jayco · Team DSM · Team Jumbo-Visma · Trek-Segafredo · UAE Team Emirates